# Acid android live 2010
『acid android live 2010』（アシッド アンドロイド ライヴ にせんじゅう）は、日本のロックバンド・L'Arc〜en〜Cielのドラマー、yukihiroのソロプロジェクトであるacid androidのライヴビデオ。2011年2月23日発売。発売元はDanger Crue Records内の自主レーベル、track on drugs records。

## 解説
ライヴビデオ『acid android tour 2006』以来約4年3ヶ月ぶり3作目となる映像作品のリリース。
本作は、2010年2月13日より、全国8都市12公演で開催したライヴツアー「acid android live 2010」の模様を収録したライヴビデオとなっている。映像は、SHIBUYA-AX、大阪BIGCAT、赤坂BLITZなど、全国12ヶ所で行われた公演から厳選したベスト・アクト・シーンを収録している。なお、このライヴツアーでは、2010年に発表したアルバム『13:day:dream』、ミニアルバム『code』に収録された楽曲が先行披露されている。

## 収録曲
1. let's dance
2. imagining noises
3. useless action
4. gamble
5. clockwork dance
6. balancing doll:1.02
7. swallowtail
8. violator
9. i.w.o.m.f.p.p just an android
10. daze
11. rtn2010
12. violent parade
13. egotistic ideal
14. enmity